# Kurt Lewin
Kurt Lewin (Mogilno, 9. rujna 1890. – Newtonville, 12. veljače 1947.), njemačko-američki psiholog, poznat po psihološkoj teoriji polja, prema kojoj ljudsko ponašanje ovisi o pojedinčevoj psihološkoj okolini. Često ga nazivaju osnivačem socijalne psihologije jer je bio prvi koji je istraživao dinamiku grupa i razvoj organizacija te grupnu komunikaciju.

## Rana karijera
Lewin je potjecao iz siromašne židovske farmerske obitelji iz Pruske (današnja Poljska), gdje su predrasude prema Židovima bile velike, što je ostavilo golemi utjecaj na Lewina. Doktorat iz psihologije završio je 1914. na Sveučilištu u Berlinu, a već se tada počeo interesirati za to kako osobni doživljaj svijeta utječe na pojednica. Lewin 1933. godine bježi u SAD pred nacističkim režimom, gdje se počinje interesirati za utjecaj grupe na ponašanje pojedinca. Smatra kako identifikacija s grupom daje pojedincu pogled na svijet, perspektivu i značaj. Proučavao je i fenomen samomržnje kod Židova te grupnu dinamiku, istražujući djelovanje demokratskih, autokratskih i neusmjeravanih (laissez-faire) načina rukovođenja u dječjim grupama.

## Teorija "gatekeepinga" i istraživanje grupne dinamike
Gatekeeperi su pojedinci koji kontroliraju protok informacija u kanalu, mogu ih zadržati, promijeniti, proširiti ili ponoviti. Pojam “gatekeeper” (“vratar”) u literaturi se rabi uz pozivanje na djela Kurta Lewina. Lewin (1951.; 1958.) razvija koncept u okviru analize procesa odlučivanja unutar skupina. Lewin se odlaskom na MIT 1945., gdje je osnovao Istraživački centar za grupnu dinamiku posvetio studijama koje su istraživale komunikacijske mreže među ljudima, odnosno načine na koji su grupe i individualci međusobno povezani i kako reagiraju na promijenjene okolnosti.

## Akcijska izraživanja
Kurt Lewin smatra se utemeljiteljem akcijskih istraživanja. Smatrao je kako nije dovoljno da akademska zajednica razjasni postojeće društvene probleme i dâ opće smjernice, već je važno da i sami praktičari u konkretnoj socijalnoj situaciji imaju mogućnosti usmjeravati svoje djelovanje na temelju rezultata koje su uočili. Time su akcijska istraživanja oblik društvenog inženjeringa ili društvenog menadžmenta koji se bavi uvjetima i učincima različitih oblika društvene akcije.

## Najvažnija djela
- Lewin, Kurt: Field theory in social science. New York 1951.
- Lewin, K. (1935). A dynamic theory of personality. New York: McGraw-Hill.
- Lewin, K. (1936). Principles of topological psychology. New York: McGraw-Hill.
- Lewin, K. (1938). The conceptual representation and measurement of psychological forces. Durham, NC: Duke University Press.
- Lewin, K., and Gertrude W. Lewin (Ed.) (1948). Resolving social conflicts: selected papers on group dynamics [1935-1946]. New York: Harper and Brothers.
- Lewin, K., and Dorwin Cartwright (Ed.) (1951). Field theory in social science. New York: Harper.
- Lewin, K. (1997). Resolving social conflicts & Field theory in social science. Washington, D.C: American Psychological Association.
- Lewin, K., and Martin Gold (Ed.). (1999). The complete social scientist: a Kurt Lewin reader. Washington, DC: American Psychological Association.